# مرزوكة (الطاوس)
مرزوكة هي إحدى مشيخات المملكة المغربية، تتبع جغرافيا لإقليم الرشيدية وإداريًا لالطاوس. يقدر عدد سكانها بـ 3317 نسمة حسب الإحصاء الرسمي للسكان والسكنى لسنة 2004.